# Bajuda
Bajuda är ett stäpp- och ökenområde i Sudan, i Nilbågen närmast nedanför Khartoum.
Bajudas nordöstra av kala klippryggar genomdragna och av wadier sönderskurna del ligger omkring 1 100 meter över havet. Mot söder blir området lägre. Befolkningen kababisch är nomadiserande.